# 오코무 국립공원
오코무 국립공원(Okomu National Park)은 나이지리아 에도주의 오비아 남서부 지방 자치구에 있는 1,082 km2 (418 평방 미터) 오코무 숲 보호구역 내에 있는 숲 출구이다. 이 공원은 베닌시티에서 북쪽으로 약 60km 떨어져 있다. 그 공원에는 한때 그 지역을 뒤덮었던 풍부한 숲의 작은 파편이 있고, 많은 멸종 위기에 처한 종들의 마지막 서식지이다. 그것은 마을들이 그것을 잠식함에 따라 계속 줄어들고 있고, 지금은 원래 크기의 3분의 1도 되지 않는다. 강력한 기업들이 플랜테이션 개발과 공원 주변의 벌목 양허에 관여하고 있는데, 이것 또한 위협을 가하고 있다.

## 역사
이 공원에는 한때 나이저강 서쪽에서 베냉의 다호메이 갭까지 50~100km의 넓은 띠를 형성했던 나이지리아 저지대 숲이 남아 있다. 남쪽과 남동쪽의 숲은 맹그로브와 늪 숲에 의해 해안으로부터 분리되었고, 북쪽의 숲은 기니 숲과 사바나 모자이크 생태계로 통합되었다. 인간의 압박은 새로운 것이 아니다. 오코무 공원에는 숲 아래에 숯과 토기가 널려 있는데, 이것은 지난 700년 동안 개간되었다가 재생되었다는 것을 보여준다. 20세기 초까지 그 숲은 인간의 활동으로부터 강한 압력을 받고 있는 단절된 블록에서만 살아남았다.

## 동물군

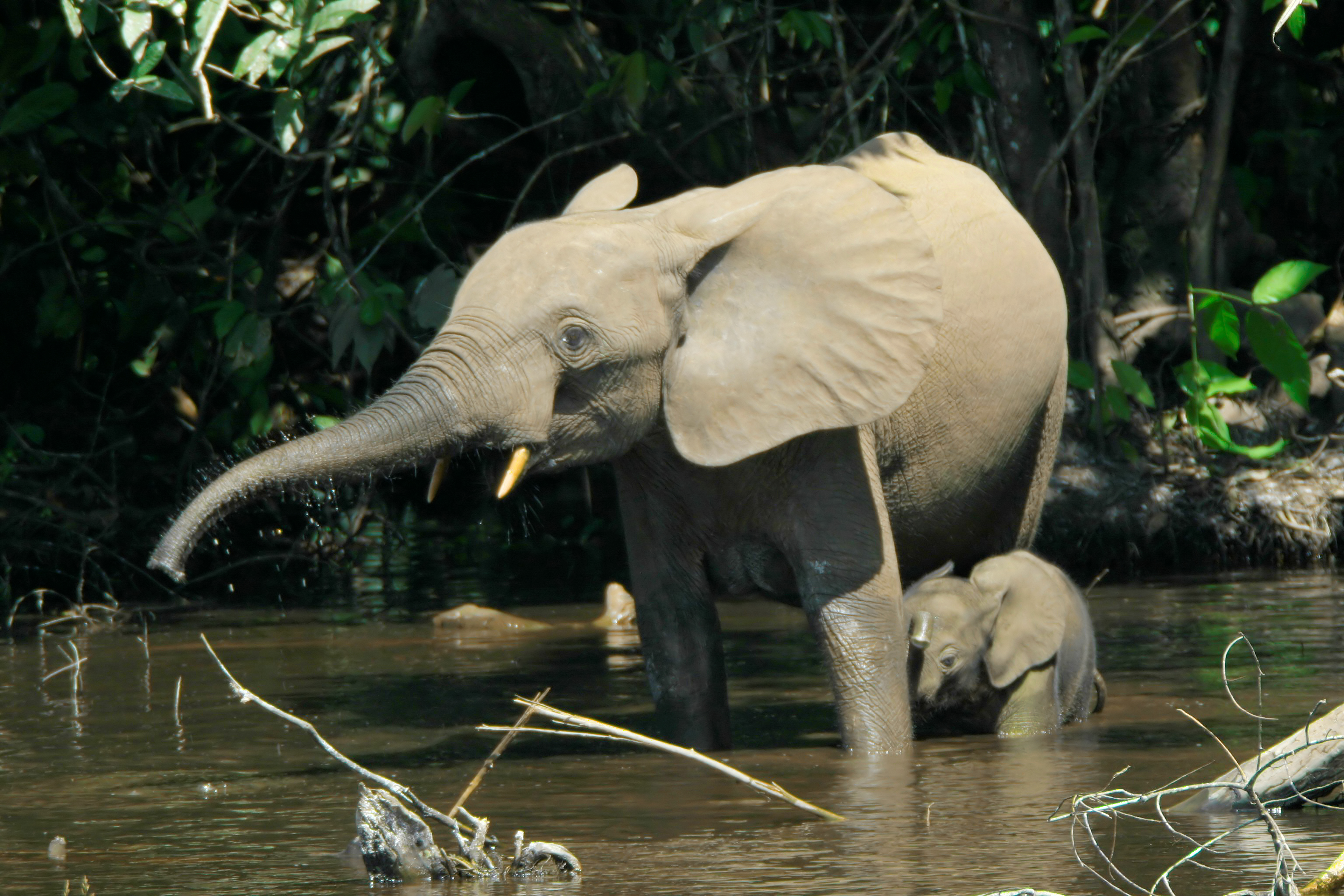
둥근귀코끼리

이 공원에는 아프리카물소와 멸종 위기에 처한 둥근귀코끼리를 포함한 33종의 포유류가 살고 있는 다양한 동물군이 있다. 비록 2007년에 1년 된 코끼리 사체가 발견되었지만, 자연사했을 가능성은 거의 없다. 공원 관계자들은 라고스의 상아 가격이 높음에도 불구하고 코끼리 밀렵은 더 이상 일어나지 않는다고 주장한다.
영장류인 흰목게논에는 취약한 개체군이 있다. 1982년 이후 영장류 개체군에 대한 철저한 연구는 이루어지지 않았지만, 2009년 침팬지가 이 지역에 있었던 것으로 보고되었다. 오코무 숲 보호구역에 사는 것으로 추정되는 침팬지의 수는 2003년에 25~50마리로 추정되었고, 어떤 침팬지들은 때때로 국립공원을 이용할 수도 있다. 공원에서 발견되는 다른 동물로는 난쟁이악어, 덤불멧돼지, 늪영양, 혹멧돼지, 아프리카들고양이, 맥스웰다이커, 큰사탕수수쥐, 모나원숭이, 토마스갈라고, 그리고 나무타기천산갑이 있다.

## 위협
방문객들은 환경을 훼손하지 않기 위해 엄격한 규정을 따라야 한다. 그러나, 공원은 대규모 불법 벌목, 인근에 있는 대형 고무와 오일 팜 농장의 확장, 그리고 농업과 사냥에 관련된 증가하는 인구의 침입으로 위협을 받고 있다. 2009년 라고스에 본부를 둔 비정부 기구(NGO) 라이프태그 전무이사는 에도 국 정부가 희귀종을 위협하고 생태관광으로 벌어들인 장기적 수익을 파괴하는 더 이상의 불법 침범과 파괴적인 벌목 행위를 막기 위해 긴급한 조치를 취할 것을 요구했다.  연방정부는 오코무와 다른 국립공원의 생태관광을 개발하기 위해 외국인 투자자들과 협력하기를 열망한다고 말했다.
2010년 10월, 공원 관리 대표들은 공원 접경지역 7개 주요 지역의 지도자들과 만나 지역 자문 위원회를 설립했다. 이 공원의 관리자인 모하메드 야쿠부 콜로는 "이 위원회는 이 공원의 목표를 달성하기 위해 공원 관리자와 지역 사회가 상호 관심 있는 문제들에 대해 함께 일할 수 있는 발판을 제공할 것"이라고 말했다. 그는 이어 "오코무 공원의 LAC 설립은 다양한 풍부한 생물학적 자원과 화려함의 지속적인 보호를 보장하기 위해 이루어진 가장 중요한 조치"라고 말했다. 한 산림 관계자는 이 조치가 밀렵을 막기 위해 지역사회가 협력하는 데 도움이 될 것이라고 말했다.
오코무 국유림의 보호 구역은 너무 작고 취약하다. 보호를 개선하려는 더 이상의 노력이 없다면, 이 숲이 미래에도 생존할 수 있을 것 같지 않다.